# 中阿拉斯加尤皮克语
中阿拉斯加尤皮克语，尤皮克语的一种，属于爱斯基摩-阿留申语系爱斯基摩语族。该语言使用者約有兩萬人，是阿拉斯加原住民语言中使用人数最多的一支，也是美国第二大原住民语言和阿拉斯加州官方语言之一。